# Хойново (Пшасниський повіт)
Хойново (пол. Chojnowo) — село в Польщі, у гміні Черниці-Борові Пшасниського повіту Мазовецького воєводства.
Населення — 251 особа (2011).
У 1975-1998 роках село належало до Цехановського воєводства.

## Демографія
Демографічна структура станом на 31 березня 2011 року:
|          | Загалом | Допрацездатний вік | Працездатний вік | Постпрацездатний вік |
| -------- | ------- | ------------------ | ---------------- | -------------------- |
| Чоловіки | 113     | 21                 | 76               | 16                   |
| Жінки    | 138     | 29                 | 77               | 32                   |
| Разом    | 251     | 50                 | 153              | 48                   |